# Villers-lès-Mangiennes
Villers-lès-Mangiennes ist eine französische Gemeinde mit 71 Einwohnern (Stand: 1. Januar 2022) im Département Meuse in der Region Grand Est (vor 2016: Lothringen). Die Gemeinde gehört zum Arrondissement Verdun, zum Kanton Bouligny und zum Gemeindeverband Damvillers Spincourt.

## Geographie
Die Gemeinde liegt am Fluss Loison, zehn Kilometer südwestlich von Longuyon. Umgeben wird Villers-lès-Mangiennes mit den Nachbargemeinden Saint-Laurent-sur-Othain im Norden, Mangiennes im Osten, Romagne-sous-les-Côtes im Süden und Merles-sur-Loison im Westen.

## Bevölkerungsentwicklung
| Jahr                       | 1962 | 1968 | 1975 | 1982 | 1990 | 1999 | 2006 | 2011 | 2019 |
| Einwohner                  | 126  | 101  | 89   | 93   | 86   | 79   | 78   | 78   | 80   |
| Quellen: Cassini und INSEE |      |      |      |      |      |      |      |      |      |

## Sehenswürdigkeiten
- Kirche Saint-Nicolas, erbaut 1707. Der Turm wurde 1767 errichtet
- Denkmal für die Toten des Ersten Weltkriegs

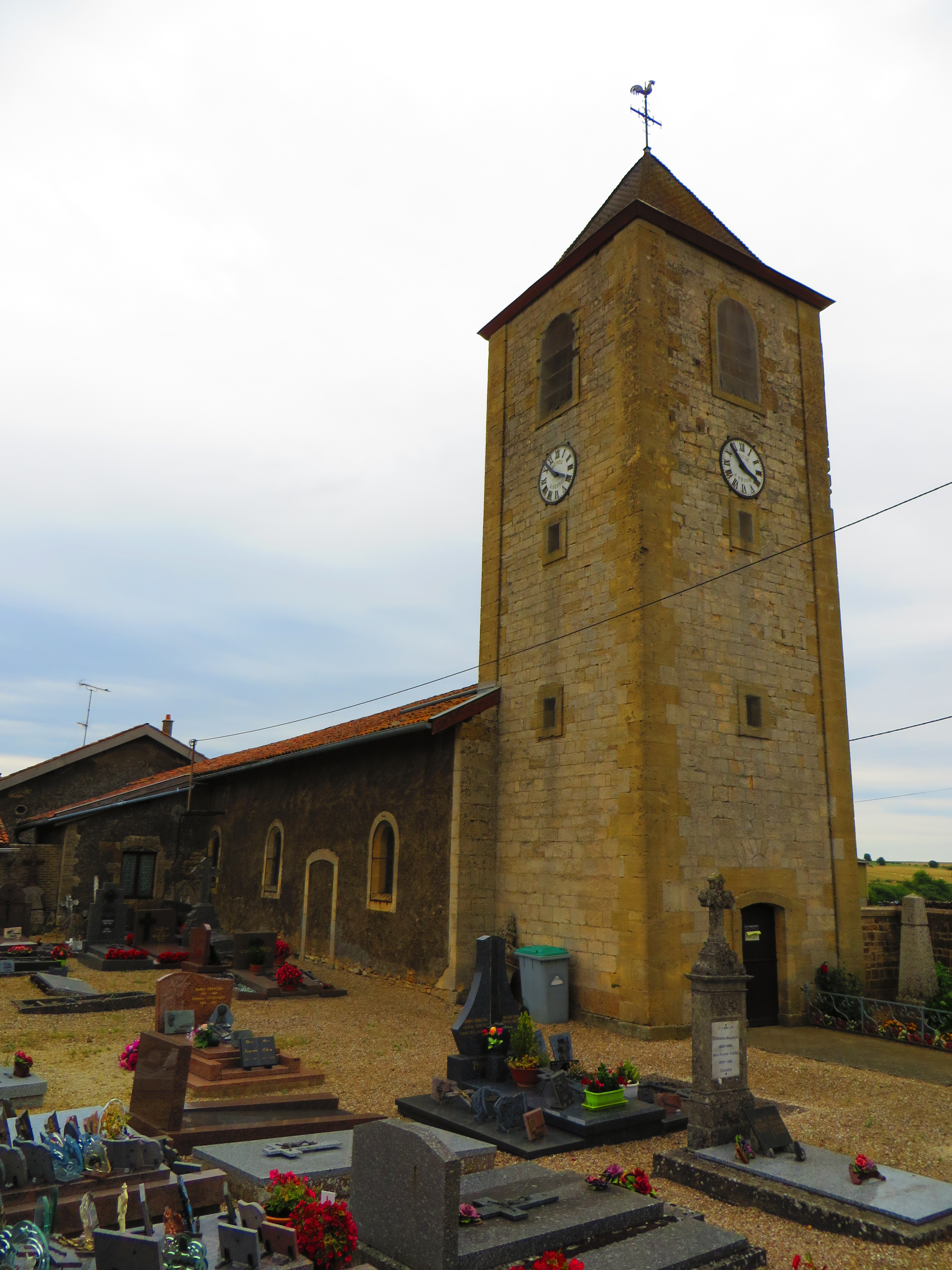
Kirche Saint-Nicolas
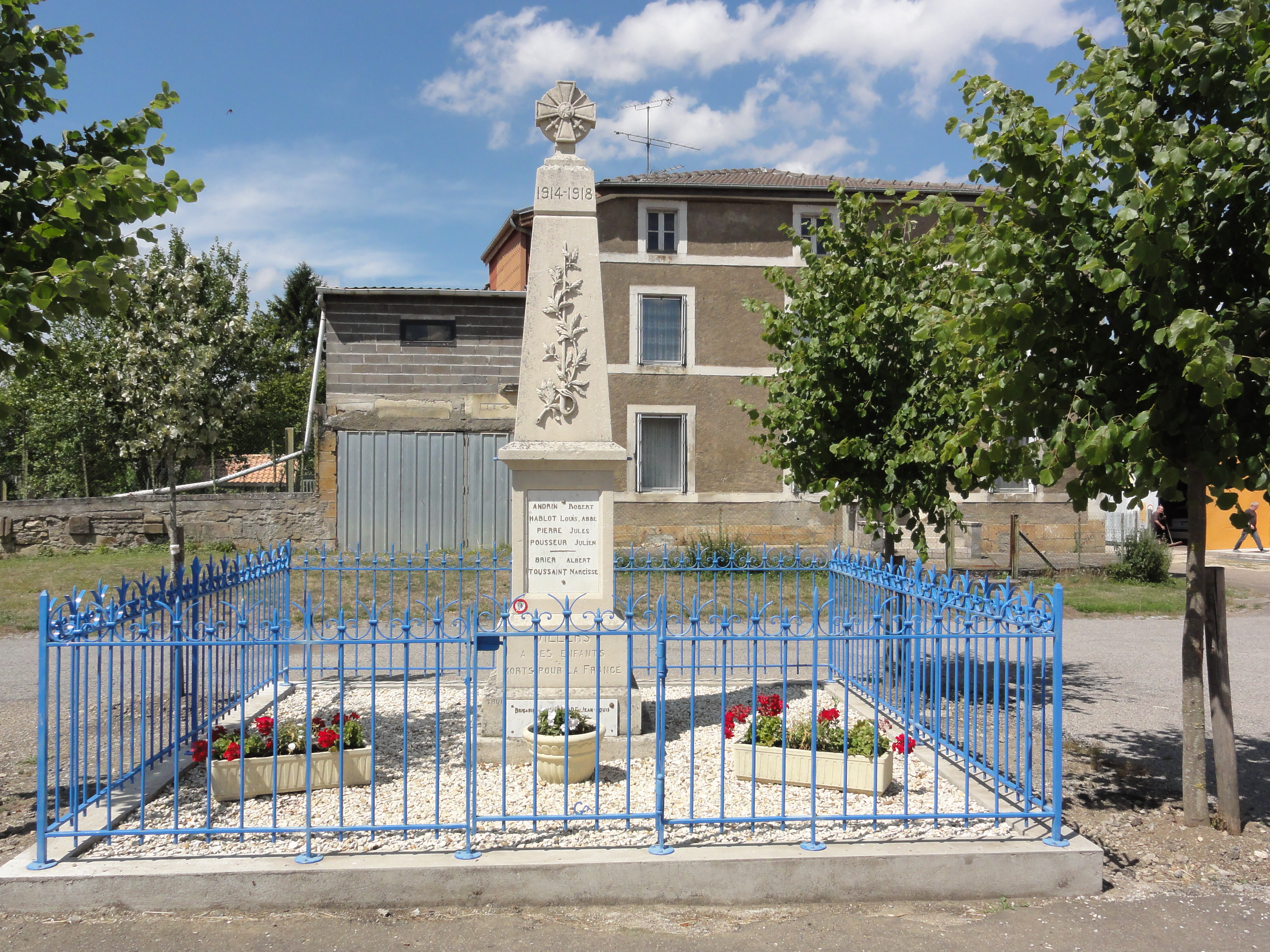
Denkmal für die Kriegstoten von Villers-lès-Mangiennes